# إمنشتات
أيمن اشتات ايم آلغاو (بالألمانية: Immenstadt) هي بلدة ألمانية تقع في ألمانيا في Oberallgäu. يقدر عدد سكانها بـ 14,328 نسمة .

## المدن التوأمة
مدن ليلوبون ‏ و ويلينغتون هي مدن توأمة لـايمن اشتات ايم آلغاو.

## أعلام
- جوزيف إدموند يورغ
- إدا كاينز
- باتريك بلاتينس
- كريستيان فاغنر
- ريتشارد هامان
- جورج غريم